# Sérgio Hinds
Sérgio de Melo Hinds (Rio de Janeiro, 22 de setembro de 1948) é um guitarrista, cantor e radialista brasileiro.
É conhecido pelo seu trabalho junto à banda O Terço, do qual é fundador e único membro a participar de todas as fases da banda.
Em 2012, ele foi eleito pela revista Rolling Stone Brasil um dos 70 Mestres Brasileiros da Guitarra e do Violão.
Já acompanhou artistas como Ivan Lins, Belchior, Sá e Guarabira e Donny Nichilo. Tem 19 discos gravados e 2 DVD's.

## Biografia
Iniciou a carreira em 1969, quando formou o grupo O Terço.
Participou de shows e gravações de vários artistas da MPB, dos quais constam Jorge Ben Jor, Walter Franco, Ivan Lins, Marcos Valle, entre outros.
Em 1979, com a saída de Flávio Venturini e Sérgio Magrão, o grupo se dissolveu e lançou-se em carreira solo com o disco Sérgio Hinds, no qual mesclava ao rock elementos de reggae e samba. Porém, três anos depois, reativou o grupo e só retornaria a fazer outro trabalho solo, em 1996, quando lançou pelo selo Velas o CD Compositores, no qual interpretou obras inéditas de compositores da MPB, como Pixinguinha e Ivan Lins.
Em 2001, fez participação especial no show de Luciano Bahia (Ballroom, RJ), no qual gravou o primeiro disco ao vivo.
Entre 2016 e 2018, apresentou o programa "BR 102" na Rádio Kiss FM, ao lado do locutor Walter Ricci. 
Também em 2016, sai em turnê com Luiz Carlini e Nuno Mindelis apresentando o show “Os Três Guitarristas”.
Em 2018, se candidatou a Deputado Estadual pelo partido Patriota, obtendo apenas 149 votos.
Em 2019, o músico sofre um infarto e passa por uma angioplastia de emergência.
Em 2021, ao lado do jornalista e pesquisador Nélio Rodrigues, lança o livro "O Terço - 50 Anos", pela Editora Ibrasa.

## Discografia

### Álbuns de estúdio
- 1970 - O Terço
- 1973 - Terço
- 1975 - Criaturas da Noite
- 1976 - Creatures of the Night
- 1976 - Casa Encantada
- 1978 - Mudança de Tempo
- 1982 - Som Mais Puro
- 1990 - O Terço
- 1992 - Time Travellers
- 1996 - Compositores
- 1998 - Spiral Words
- 1999 - Tributo a Raul Seixas

### Álbuns ao vivo
- 1975 - Ao Vivo em Londrina
- 1994 - Live at Palace
- 2005 - Ao Vivo 1976
- 2007 - Ao Vivo
- 2015 - O Terço 3D - DVD Blue Ray 3D e CD

### Compactos
- 1969 - Velhas Histórias / Tributo ao Sorriso
- 1971 - Visitante / Adormeceu / Doze Avisos / Mero Ouvinte / Trecho da Ária Extraída da Suite em Ré Maior
- 1971 - Adormeceu / Vou Trabalhar
- 1972 - Ilusão de Óptica / Tempo É Vento
- 1975 - Queimada / Jogo das Pedras / Hey Amigo / Volte na Próxima Semana
- 1975 - Hey Amigo / Pano de Fundo
- 1976 - Fields on Fire / Shining Days, Summer Nights]
- 1977 - Amigos / Barco de Pedra

### Participações em discos
- 1972 - Vento Sul (Marcos Valle)
- 1974 - Nunca (Sá e Guarabyra) - Alive 2011 (Sergio Hinds)

## Livros
- O Terço - 50 Anos, com Nélio Rodrigues (Editora Ibrasa)[9] - 2021